# Sororat
Sororat (z łac. soror – siostra) – zwyczaj nakazujący poślubienie przez mężczyznę siostry lub sióstr (zazwyczaj kolejno) swojej żony (lub narzeczonej), jeśli jest ona bezpłodna albo po jej śmierci. Praktykowane m.in. przez Buszmenów, Hotentotów, Hererów i Fonów. Sororatem nazywane czasami jest małżeństwo poligyniczne z dwiema lub więcej siostrami.
Sororat występuje zwykle w grupach plemiennych, w których ważne jest pochodzenie żony. Żeniąc się z siostrą żony, mężczyzna wybiera tę samą grupę krewniaczą. Zwyczaj ten występuje częściej u grup patrylinearnych, zwłaszcza w takich, w których występują płatności małżeńskie. 
Pochodzenie sororatu wynika m.in. z potrzeby kontynuowania przymierza małżeńskiego pomiędzy rodami, posiadania dzieci (spadkobierców), które potwierdziłyby takie przymierze. 